# Alvik (stacja metra)

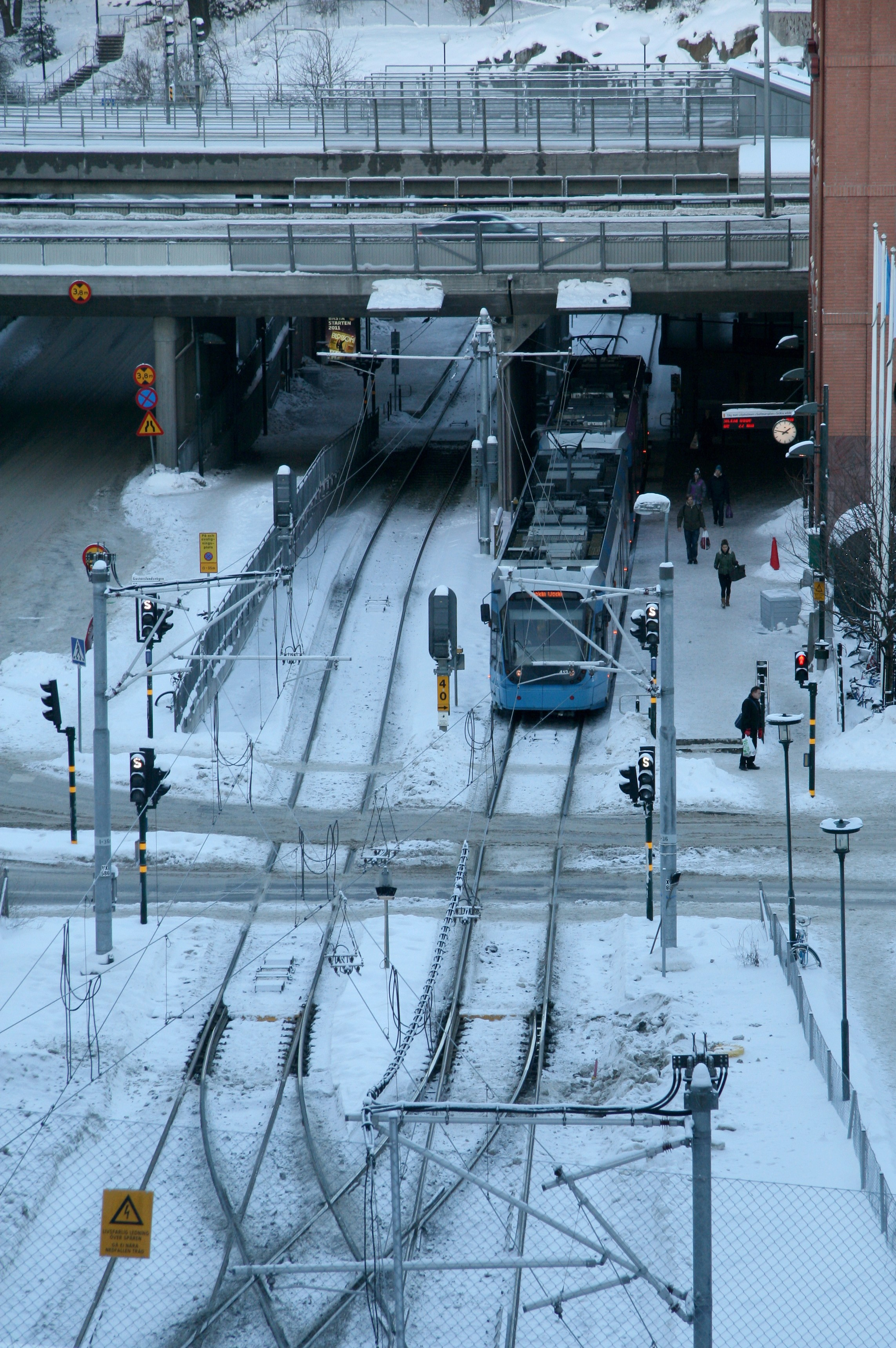
Stacja Tvärbany, na górze widoczne tory metra

Alvik – powierzchniowa stacja sztokholmskiego metra i szybkich tramwajów miejskich Nockebybanan (12) i Tvärbanan (22), leży w Sztokholmie, w dzielnicy Västerort, w Alviku. Na zielonej linii (T17, T18 i T19), między stacjami Stora mossen i Kristineberg. Jest to stacja początkowa linii metra T18 i Nockebybanan oraz stacja końcowa Tvärbanan. Dziennie korzysta z niej około 26 500 osób (metro 17 200, Nockebybanan 4 200 i Tvärbanan 5 100).
Stacja znajduje równolegle do Drottningholmsvägen. Posiada dwa wyjścia, zachodnie przy Drottningholmsvägen róg Vidängsvägen i Alvik torg i wschodnie przy Tranebergsvägen. Stację otworzono 26 października 1952, składy jeździły wówczas na linii Hötorget-Vällingby. Posiada dwa perony z czterema krawędziami.

## Sztuka[3]
- Klinkierowe ściany Vassens viskningar i cementowa mozaika Isens fjäll na podłodze w sali biletowej, Henjasaj N Koda, 1999
- Vågornas möte (Spotkanie fal), kafelkowa mozaika o powierzchni 110 m² autorstwa Henjasaj N Koda, 1999
- Dropp från fjärran, 16-metrowa balustrada, Henjasaj N Koda, 1999
- Gryningskälla (Źródło świtu), ważąca 28 ton rzeźba kamienna autorstwa Henjasaj N Koda, 1999

## Czas przejazdu
| Linia | Stacja          | Czas przejazdu | Stacja                         | Czas przejazdu       |
| T17   | Åkeshov         | 7 min          | T-Centralen Gamla stan Slussen | 13 min 14 min 16 min |
| T17   | Skarpnäck       | 32 min         | T-Centralen Gamla stan Slussen | 13 min 14 min 16 min |
| T18   | Farsta strand   | 37 min         | T-Centralen Gamla stan Slussen | 13 min 14 min 16 min |
| T19   | Hässelby strand | 19 min         | T-Centralen Gamla stan Slussen | 13 min 14 min 16 min |
| T19   | Hagsätra        | 36 min         | T-Centralen Gamla stan Slussen | 13 min 14 min 16 min |

| Linia | Stacja      | Czas przejazdu |
| 12    | Nockeby     | 14 min         |
| 22    | Sickla udde | 30 min         |

## Otoczenie
W najbliższym otoczeniu stacji znajdują się:
- Salkhallen
- Köpmanna institutet
- Alviksskolan
- S:t Ansgars kyrka